# لوطس ياباني
اللوطس الياباني أو قرن الغزال الياباني (باللاتينية: Lotus japonicus) هو نوع نباتي يتبع جنس اللوطس أو قرن الغزال ضمن الفصيلة البقولية من طائفة ثنائيات الفلقة.

## الوصف النباتي
يشبه هذا النبات إلى حد كبير نبات الفصة البرميلية من نفس الفصيلة. النبات عشبي معمر. لون الأزهار أصفر.
يعد هذا النبات من النباتات التي يتغذى عليها النحل لإنتاج العسل، وعسله ذو نوعية جيدة.

## معرض صور

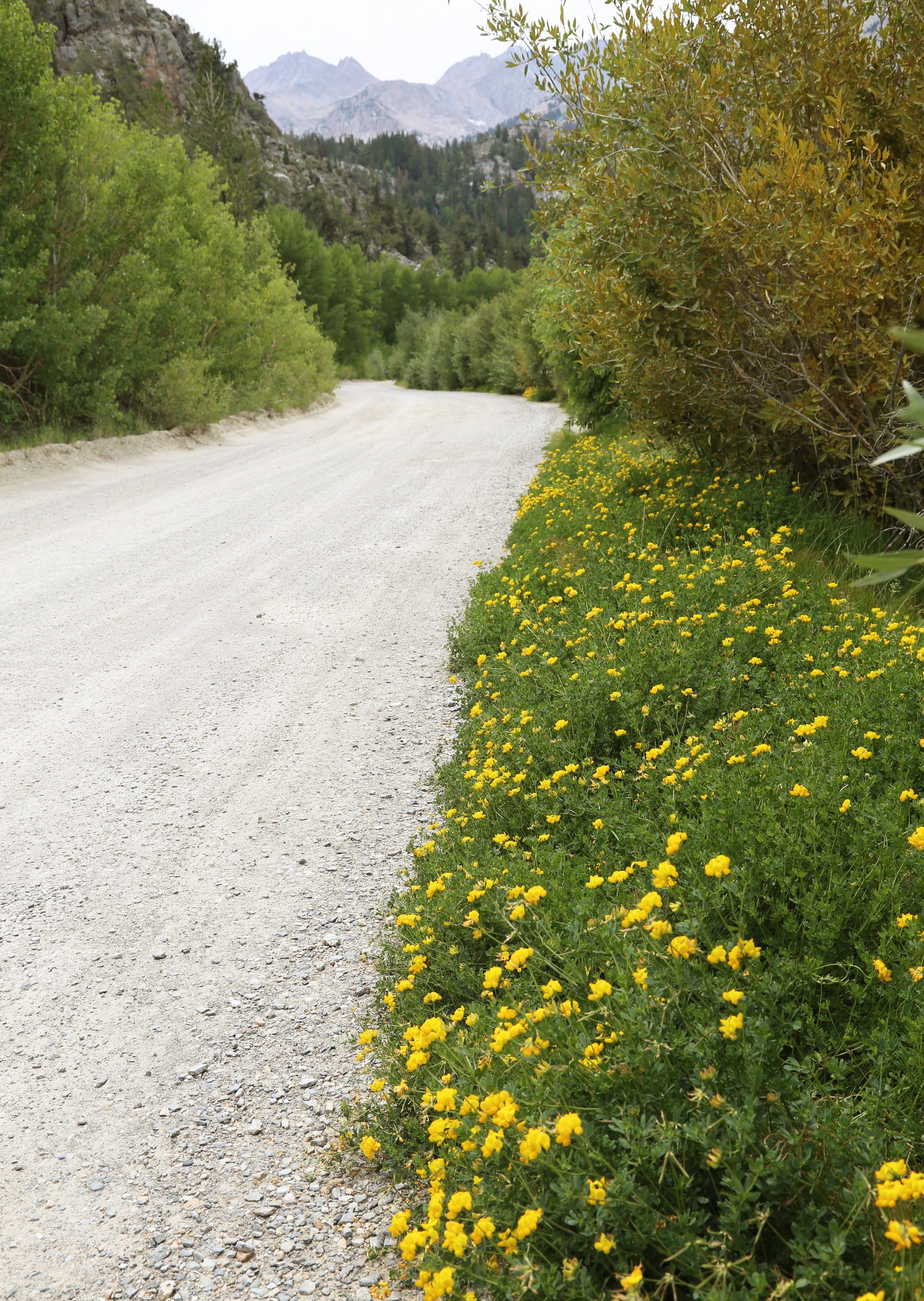
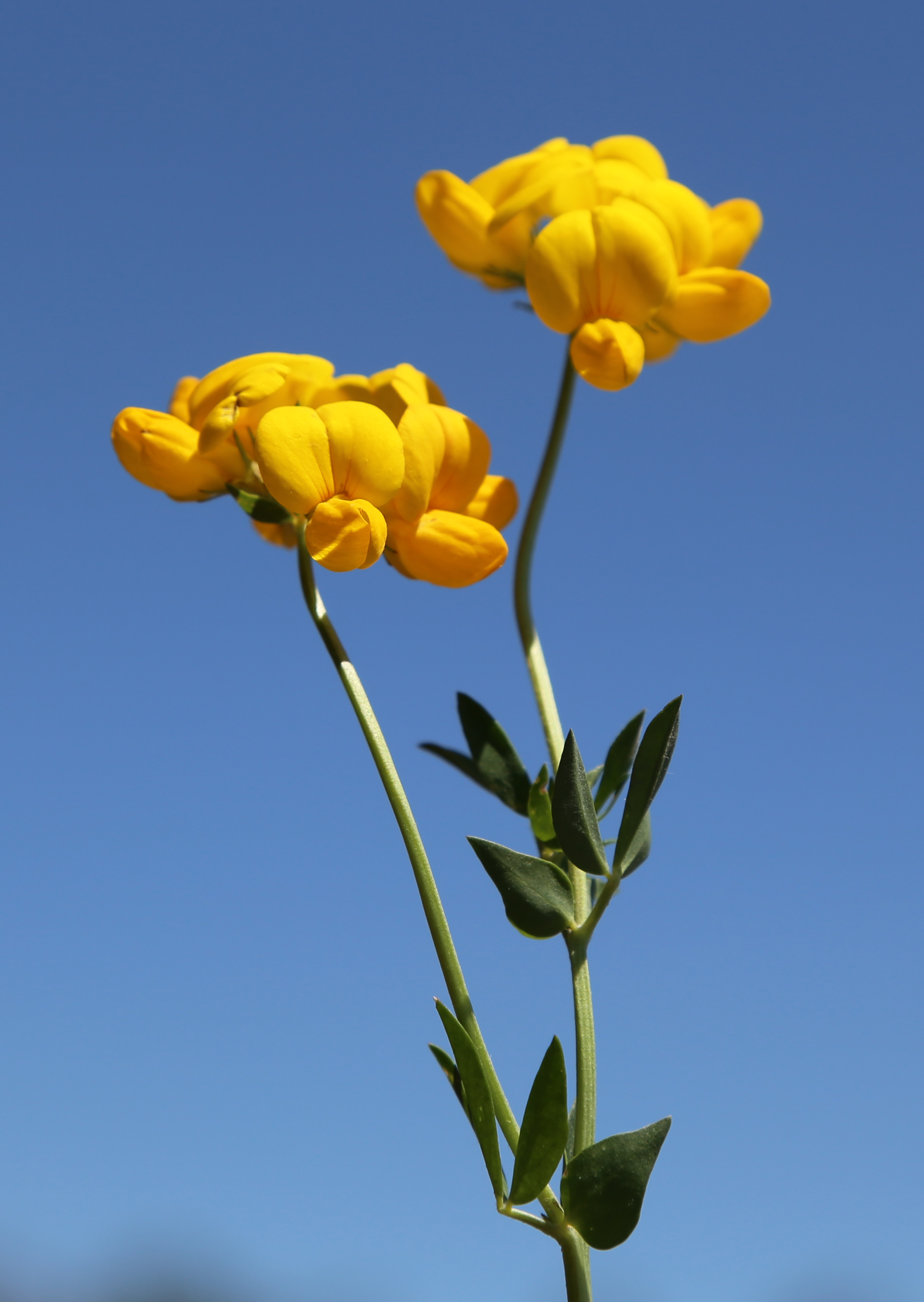
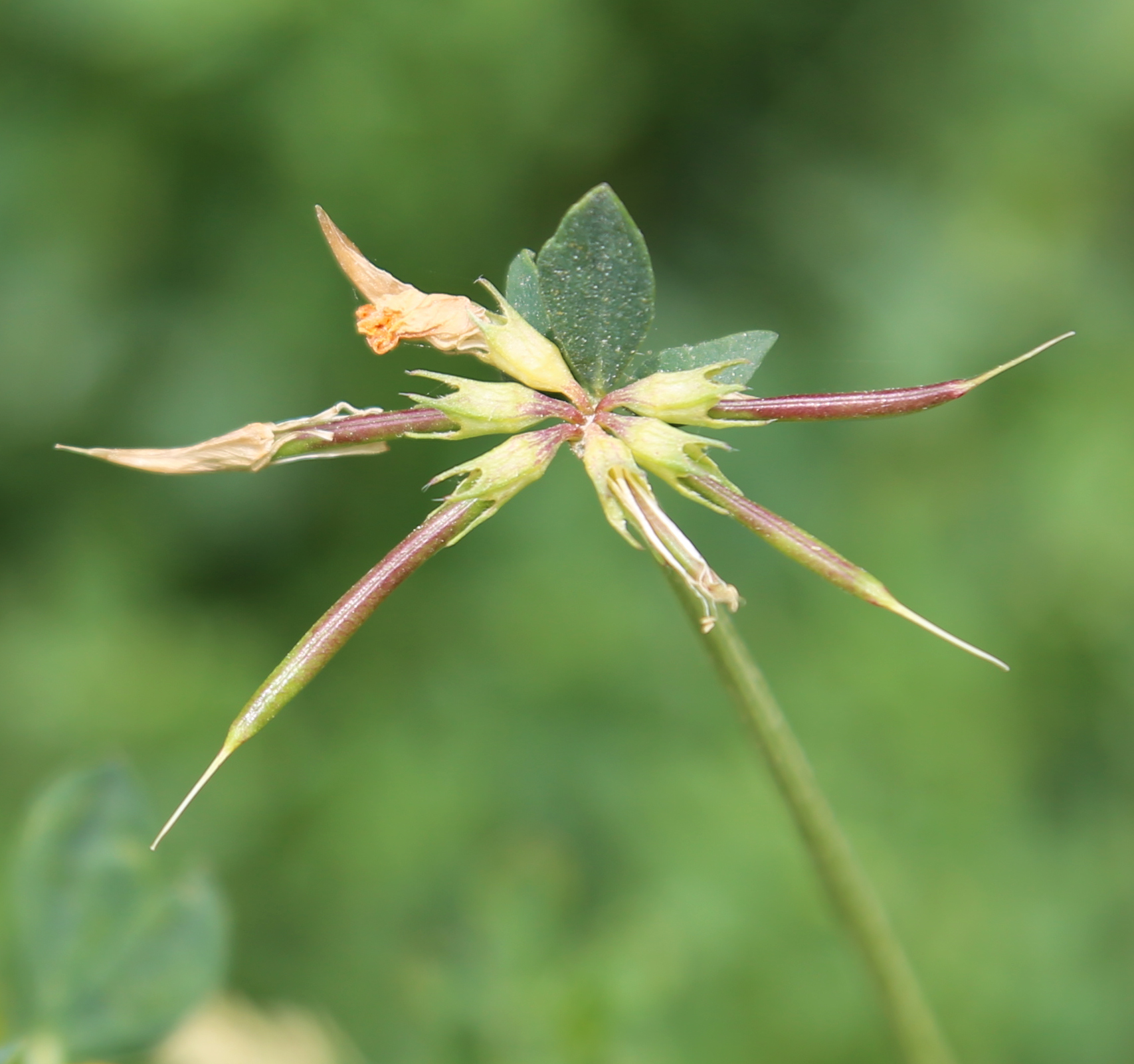